# Паста ГОИ
Паста ГОИ (ГОИ: на руски, съкратено от Государственный оптический институт – Държавен институт по оптика) – е паста за шлифоване и полиране, съдържаща хромоксид (Cr2O3 – същия като в маслените хромоксидни бои). Използва се за шлифоване и полиране на стомана (включително закалена), цветни метали, твърди пластмаси и полимери, стъкло (вкл. оптическо), керамика и др.

## Външен вид
Пастата ГОИ се продава на правоъгълни блокчета с цвят зависещ от варианта (от светлозелен до черно-зелен). В състава и влизат абразивен прах от хром-оксид, органични мазнини и допълнителни съставки (активиращи и усилващи). Освен на блокчета се произвеждат и готови за употреба полировъчни дискове от плат, напоен с паста. Оксида на хрома придава специфичния зелен цвят, а от процентното му съдържание (65 – 80 %) зависи наситеността му – дали ще е светло или тъмно зелен. Има 3 основни вида (едрини) паста ГОИ: груба, средна и фина. Грубата (№ 4) има светлозелен цвят, най-ефективно отнема метал, като резултата е матова повърхност. Средната (№ 3) има зелен цвят, резултата е чиста повърхност. Фините пасти (№ 2 и № 1) имат съответно тъмно зелен и черно-зелен цвят, използват се за окончателно полиране, резултата е огледална повърхност.

## Създатели
Пастата ГОИ е била разработена прз 1931 – 1933 г. от група съветски учени, сътрудници на ГОИ-Държавния институт по оптика в СССР: И. В. Гребенщиковым, Татьяна Николаевна Крылова-Лукомская, В. П. Лавров и С. В. Несмелов

.

## Видове паста ГОИ и тяхната употреба
Според руския ТУ 6-18-36-85 се произвеждат четири вида паста с различен размер на абразивните частици:
- № 1 (черно/зелена; абразивност 0,3 – 0,1 мкм) за окончателно полиране, получава се огледална повърхност. Състав: 65 – 70% хром-оксид (Cr2O3), 1,8% – силикагел, 10% – стеарин, 10% – мазнини, 2% – керосин, 0,2% – сода бикарбонат;
- № 2 (тъмнозелена; абразивност 7 – 1 мкм) за полиране, получава се огледална повърхност. Състав: 65 – 74 % хром-оксид, 1% – силикагел, 10% – стеарин, 10% – мазнини, 2% – керосин, 2% – Олеинова киселина, 0,2% – сода бикарбонат;
- № 3 (зелена; абразивност 17 – 8 мкм) за шлайфане, получава се чиста повърхност без драскотини с равномерен блъсък. Състав: 70 – 80% хром-оксид, 2% – силикагел, 10% – стеарин, 10% – мазнини, 2% – керосин;
- № 4 (светлозелена; абразивност 40 – 18 мкм) за шлайфане, получава се матова повърхност, премахва драскотините, остнали от шлайфането с по-абразивни материали. Състав: 75 – 85% хром-оксид, 2% – силикагел, 10% – стеарин, 5% – мазнини, 2% – керосин.

| № | Вид    | Цвят        | Абразивост, мкм |
| - | ------ | ----------- | --------------- |
| 4 | груба  | светлозелен | 40 – 18         |
| 3 | средна | зелен       | 17 – 8          |
| 2 | средна | тъмнозелен  | 7 – 1           |
| 1 | фина   | черно-зелен | 0,3 – 0,1       |